# Keskussaari (ö i Södra Savolax, S:t Michel, lat 61,55, long 27,51)
Keskussaari är en ö i Finland. Den ligger i sjön Paljavesi och i kommunen Sankt Michel i den ekonomiska regionen  S:t Michel och landskapet Södra Savolax, i den södra delen av landet, 210 km nordost om huvudstaden Helsingfors. Öns area är 0,3 hektar och dess största längd är 90 meter i sydöst-nordvästlig riktning.